# SoftICE
SoftICE — зневаджувач (дебаггер) режиму ядра для Microsoft Windows. Програма розроблена для управління процесами на низькому рівні Windows, причому таким чином, щоб операційна система не розпізнавала роботу відладчика. На відміну від прикладного відладчика, SoftICE здатний призупинити всі операції в Windows, що дуже важливо для налагодження драйверів.
SoftICE був спочатку розроблений компанією NuMega, яка включала його в пакет програм для швидкої розробки високопродуктивних драйверів під назвою Driver Studio, який згодом був придбаний Compuware.
Microsoft пропонує два відладчика режиму ядра: WinDbg та KD. Однак, на відміну від SoftICE, повністю реалізувати можливості WinDbg та KD можна тільки з двома комп'ютерами.
Частина назви «ICE» є натяком на абревіатуру від in-circuit emulator.
SoftICE дуже популярний як інструмент злому програмного забезпечення.

## Історія
Оригінальний Soft-ICE для DOS був написаний в 1987 році засновниками NuMega: Франком Гроссманом і Джимом Москуном. Програма, написана на 386 асемблері, грала роль операційної системи і керувала програмним забезпеченням в режимі віртуального 8086 процесора. Вона продавалася за 386 доларів.
Новіші версії SoftICE можуть глибоко впроваджуватися в Microsoft Windows, але старі версії SoftICE рідко сумісні з новими версіями Windows.
SoftICE поставлявся в складі NuMega DriverStudio, потім у складі Compuware DriverStudio.
З третього квітня 2006 року, продаж продуктів сімейства DriverStudio було припинено через «безліч технічних і ділових проблем, а також загальний стан ринку». Підтримка завершилася 31 березня 2007. 